# ریچموند (نیویورک)
ریچموند (به انگلیسی: Richmond) یک منطقهٔ مسکونی در ایالات متحده آمریکا است که در شهرستان اونتاریو، نیویورک واقع شده‌است. ریچموند ۱۱۴٫۹۸ کیلومتر مربع مساحت و ۳٬۳۶۱ نفر جمعیت دارد و ۲۵۴ متر بالاتر از سطح دریا واقع شده‌است.